# ناحیه بودا
ناحیه بودا (به لاتین: Bududa District) یک منطقهٔ مسکونی در اوگاندا است که در استان شرقی، اوگاندا واقع شده‌است. ناحیه بودا ۲۱۰٬۱۷۳ نفر جمعیت دارد و ۱٬۸۰۰ متر بالاتر از سطح دریا واقع شده‌است.